# Время свинга
«Время свинга» (англ. Swing Time) (1936) — фильм-мюзикл режиссёра Джорджа Стивенса, на музыку Джерома Керна. В главных ролях снялись Фред Астер и Джинджер Роджерс.

## Краткая характеристика
Картина включает четыре танцевальных номера, каждый из которых считается шедевром. Согласно «The Oxford Companion to the American Musical» «Время свинга» - это «сильный кандидат на лучший мюзикл Фреда Астера и Джинджер Роджерс». «The Oxford Companion» писал, что, хотя сценарий выдуман, он «оставил много места для танцев, и всё это было великолепно. ... Хотя фильм запомнился как один из величайших танцевальных мюзиклах, он также может похвастаться одним из лучших саундтреков к кинофильмам 30-х годов.» «Never Gonna Dance» часто называют самым значительным достижением хореографа Гермеса Пана в области снятого танца, а песня Керна «The Way You Look Tonight» завоевала премию «Оскар» в номинации «лучшая песня к фильму». Песни The way you look tonight и A fine romance вскоре после премьеры приобрели широкую известность, позднее их исполняли и обрабатывали десятки раз выдающиеся популярные и джазовые музыканты — Бинг Кросби, Элла Фицджеральд, Луи Армстронг, Билл Эванс, Оскар Питерсон и другие.
Слабый сценарий фильма подвергался критике, однако это не помешало фильму стать хитом и самым успешным в карьере Астера: сборы по всему миру превысили 2 600 000 долларов, а чистая прибыль составила 830 000. Большую похвалу заслужили актёрское мастерство и танцы Роджерс. Сама актриса, во многом приписывая успех фильма Стивенсу, говорила: «Я думаю, он дал нам определённое качество, которое выделило его среди других». Фильм также положил начало падению популярности актёрского дуэта, партнёрство Астера и Роджерс больше никогда не достигало таких творческих высот среди широкой публики, а кассовые сборы последующих фильмов с их участием после успешного открытия падали быстрее, чем обычно.
В 2004 году внесён в Национальный реестр фильмов, обладая «культурным, историческим или эстетическим значением».
По версии Американского института кино картина занимает ряд мест:
90-е место в списке 100 фильмов за 2007 год (новый)
100 звёзд:
5-е место в списке мужчин 100 звёзд (Фред Астер)
14-е место в списке женщин (Джинджер Роджерс)
30-е место в 100 страстей
43-е место в 100 песен («The Way You Look Tonight»)

## Сюжет
·        Джон «Счастливчик» Гарнетт (Фред Астер), профессиональный танцор, собирается жениться на Маргарет Уотсон (Бетти Фернес), но его друзья продолжают спорить о незначительном изменении его костюма, а именно о манжетах, так что он опаздывает на свадьбу. Отец Маргарет звонит, чтобы отменить торжество, но Счастливчик не получает этого сообщения. Его друзья спорят, что он не женится, он соглашается на пари. Мистер Уотсон говорит Джону, что он должен заработать 25000 долларов, дабы продемонстрировать свои добрые намерения.
·       Он и его друг Эдвин «Папа» Кардетти (Виктор Мур ) пытаются купить билеты на поезд, но его друзья забирают его деньги из-за проигрыша пари. Друзья запрыгивают на товарный поезд, едущий в Нью-Йорк. Слоняясь по городу, Счастливчик встречает Пенни Кэрролл (Джинджер Роджерс), учительницу танцев, когда просит сдачи на двадцать пять центов. Когда девушки роняет свои вещи, Папа крадет четвертак из её сумочки, она думает, что это сделал Счастливчик, о чём сообщает полицейскому, но тот, видя презентабельный вид Джона, не верит ей. Друзья пытаются вернуть четвертак, но Пенни не в настроении с ними разбираться.
·        Друзья следят за Пенни до её работы в «Танцевальной школе Гордона». Чтобы извиниться, он должен взять у неё урок танцев, т.к. она все еще злится на него («Pick Yourself Up»). После ужасного урока Пенни говорит ему «нет тратить деньги», т.к. он никогда не научится танцевать. Босс девушки, мистер Гордон (Эрик Блор), услышав её комментарий, увольняет девушку, а вместе с ней и её подругу, секретаршу Мэйбл Андерсон (Хелен Бродерик), у которой Папа стащил сэндвич. Джон удачно танцует с Пенни, чтобы «доказать», насколько многому она его научила. Мистер Гордон не только тут же возвращает её работу, но и устраивает прослушивание с мистером Симпсоном, владельцем варьете «Серебряный башмачок».
·        Они останавливаются в том же отеле, где остановилась Пенни, Счастливчика не оказывается смокинга для прослушивания. Он посылает за ним Эдвина, но тот спускает деньги казино и приводит оттуда пьяного Эрика Лэнгстремма. Джон пытается выиграть костюм у него, но вместо этого проигрывает свою одежду. Они пропускают прослушивание, Пенни снова злится на Джона, тот устраивает еще одно прослушивание. Друзья пикетируют перед дверью Пенни с табличками «Пенни Кэрролл несправедлива к Джону Гарнетту», пока та не сдастся и не простит его. Джон играет на рояле («The Way You Look Tonight»), после чего получает прощение.
·        Выясняется, что они не могут пройти прослушивание, т.к. клуб потерял дирижёра Рикардо Ромеро (Джордж Метакса) из-за проигрыша его контракта в казино. Они идут в «Клуб Реймонда», где Счастливчик играет в азартные игры, чтобы выиграть достаточно, чтобы вернуть Рики. Тем временем тот заявляет о своих чувствах к Пенни. Счастливчик собирается выиграть достаточно, чтобы жениться на Маргарет, но вовремя останавливается, доказывая, что интересуется не деньгами, а Пенни. Мистер Реймонд, владелец клуба, предлагает сделать двойную ставку, и они играют на контракт Рикардо. Увидев, что владелец, вытащивший короля пик жульничает, Поп делает так же, и вытаскивает туза той же масти. Счастливчик выигрывает.
·        Джон вынуждает Рикардо аккомпанировать ему, и танцует с Пенни («Waltz in Swing Time»). Они начинают всё время делать это вместе, но Счастливчик не доверяет себе рядом с девушкой, т.к. чувствует себя виноватым из-за того, что не рассказал ей о Маргарет. Пенни замечает, что он избегает её, поэтому она и Мэйбл договариваются вытащить друзей за город. Несмотря на все усилия, у молодых людей почти завязывается роман («A Fine Romance»). Эдвин рассказывает девушке о помолвке своего друга, после чего та игнорирует ухаживания Джона.
·        Рикардо продолжает ухаживать за девушкой, та отклоняет его подарок. После разговора с Маргарет Пенни идёт в гримёрку Джона, молодые люди целуются. После очередного выступления Джона в блэкфейс («Bojangles of Harlem») неожиданно появляется Маргарет, Счастливчик прячется от неё за занавеской. Мистер Реймонд, сидящий за одним столом с Эдвином, ловит того за карточным жульничеством и требуют вновь сыграть на оркестр, десятка бубей Счастливчика проигрывает его трефовому королю. Джон знакомит Пенни со своей невестой, после чего объясняется с ней («Never Gonna Dance»), танцуя в пустом зале. Маргарет отменяет помолвку с Джоном, они оба смеются над сложившейся ситуацией. Вошедший Папа стирает с лица Счастливчика улыбку, сообщив, что у Пенни и Ромеро сегодня назначена свадьба. Друзья, зайдя к жениху, начинают истерично смеяться, заметив, что у того на брюках нет манжет, воруют их и показывают Маргарет, подруги присоединяются к веселью. Торжество успешно остановлено, молодые люди воссоединяются. Не рассердившийся Рики начинает дирижировать оркестром, поддерживая широкие штаны, влюблённые поют сокращённые версии «A Fine Romance» и «The Way You Look Tonight», соединив их воедино, после чего обнимаются и целуются перед окном с видом на заснеженный город, под лучами выглянувшего солнца.

## Признание
Известный танцевальный критик Арлин Кроче считает фильм лучшим танцевальным мюзиклом Астера и Роджерс, эту точку зрения разделяют Джон Мюллер, Ханна Хайам.

## В ролях
- Фред Астер — Джон «Счастливчик» Гарнетт
- Джинджер Роджерс — Пенни Кэрролл, учительница танцев
- Виктор Мур — Эдвин «Папа» Кардетти, друг Джона
- Хелен Бродерик — Мэйбл Андерсон, подруга Пенни
- Эрик Блор — мистер Гордон, владелец танцевальной школы
- Бетти Фернес — Маргарет Уотсон, невеста Джона
- Джордж Метакса — Рикардо «Рики» Ромеро, дирижёр клубного оркестра

## В эпизодах
- Уильям Бейли
- Харри Бернард
- Ральф Бёрд
- Харри Боуэн
- Ральф Брукс
- Сэйлор Винсент
- Бланка Висчер
- Джек Гарган
- Беатрис Грэй
- Джек Гуд
- Фрэнк Дженкс
- Эдгар Диринг
- Томас Каррен
- Кеннер Кемп
- Дональд Керр
- Алан Кёртис
- Сэм Лафкин
- Карл Левинесс
- Фрэнк Маклар
- Фрэнк Миллс
- Эдмунд Мортимер
- Фердинанд Муньер
- Берт Мурхаус
- Деннис О’Киф
- Боб О’Коннор
- Мэри Осборн
- Джек Райс
- Рональд Ронделл
- Джоуи Рэй
- Дэйл ван Сикель
- Филлипс Смолли
- Ландерс Стивенс
- Пьер Уоткин
- Бесс Флауэрс
- Олин Фрэнсис
- Джеральд Хамер
- Говард Хикман
- Чарли Холл
- Мартин Цихы
- Джек Чиф
- Флойд Шекелфорд
- Джон Шелтон
- Ферн Эмметт

## Премьеры
Мировая премьера состоялась в Нью-Йорке 27 августа 1936 года

## Награды и номинации
- 1937 - премия «Оскар» за Лучшую песню к фильму («The Way You Look Tonight» (Дороти Филдс, Джером Керн))
- Номинация
- «Оскар» в категории Лучший хореограф (Гермес Пан)